# Common Core Booster

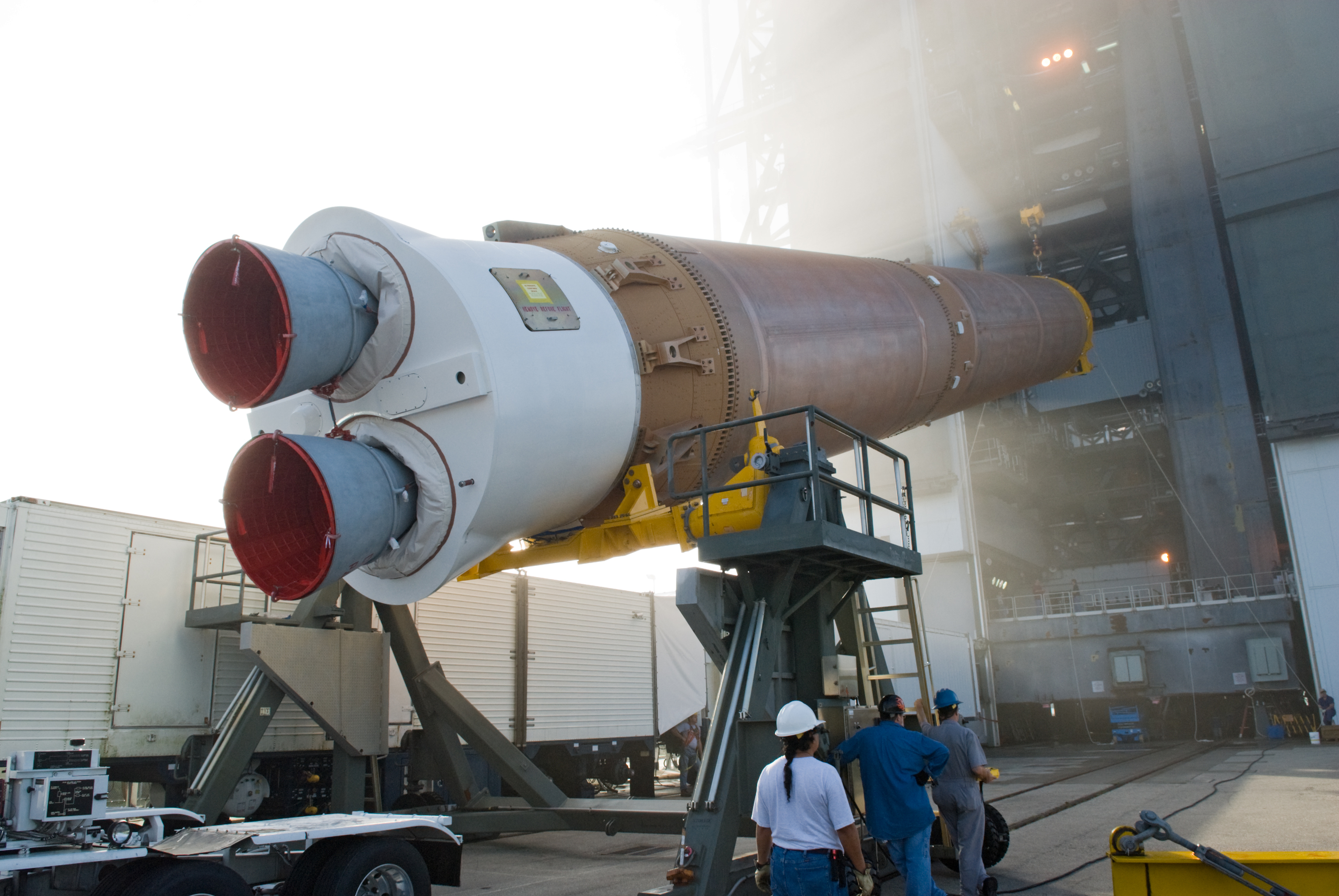
CCB podnoszony do pozycji pionowej

Common Core Booster (CCB): modułowy stopień główny rakiet nośnych Atlas V produkowany przez United Launch Alliance, powstały w celu zastąpienia stalowych członów głównych wykorzystywanych w rakietach Atlas od 1957 roku. Jako drugi główny stopień rakiet serii Atlas wykorzystuje silnik RD-180 produkowany przez zakład NPO Energomasz w Moskwie.